# Lucius Marcius Censorinus (consul en -149)
Pour les articles homonymes, voir Marcius Censorinus.
Lucius Marcius Censorinus est un homme politique de la Rome antique.
En 149 av. J.-C., il est consul, et il participe à la troisième guerre punique. Il tente à deux reprises de prendre le cordon littoral de la ville de Carthage, qui sépare le lac du golfe.
Avec son collègue du consulat Manius Manilius il assiège Carthage. Tous deux sont obligés de construire deux camps retranchés pour éviter une attaque surprise d'Hasdrubal qui campe sur leurs arrières.
En fabriquant des tours en bois, il perd de nombreux soldats partis couper du bois, attaqués par la cavalerie punique. Il fait remblayer et élargir le cordon littoral, en comblant une partie du lac, avec l'une de ses tours, il arrive à faire une brèche dans le mur d'enceinte, mais dans la nuit les carthaginois réparent une partie de la muraille et sortent pour incendier les tours romaines. Le lendemain, malgré l'avis du tribun Scipion Emilien, les romains entrent dans la ville, où les carthaginois les y attendent, les romains sont refoulés subissant de terribles pertes. Les consuls renoncent alors à une attaque directe de la ville de Carthage et décident de faire un blocus.
En 147 av. J.-C., il est censeur.